# Кайри
Кайрите (Uria) са род средноголеми птици от семейство Кайрови (Alcidae).
Включва два съвременни вида, гнездящи по бреговете на северните части на Атлантическия и Тихия океан.
Таксонът е описан за пръв път от Матюрен Жак Брисон през 1760 година.

## Видове
Род Uria – Кайри
- Uria aalge – тънкоклюна кайра
- Uria lomvia – дебелоклюна кайра